# Florianturm
Der Florianturm, kurz Florian, ist ein weithin sichtbares Wahrzeichen und prägt als Landmarke die Skyline der Stadt Dortmund. Der Aussichts- und Fernsehturm wurde 1959 anlässlich der Bundesgartenschau im Westfalenpark mit einer Höhe von 219,3 Metern errichtet. Für rund ein Jahrzehnt war er der höchste Fernsehturm Deutschlands und damit eines der höchsten Bauwerke des Landes. Seine gegenwärtige Höhe mit Antennenanlage beträgt rund 209 Meter. Im Turmkorb befindet sich ein Drehrestaurant. 1959 war es das erste seiner Art weltweit.

## Geschichte

### Planung und Bau
Während der Planungs- und Ausführungsphase der ersten Dortmunder Bundesgartenschau gewann 1957 der Architekt Will Schwarz einen Preis für den Entwurf eines Aussichtsturms für das Ausstellungsgelände. Nach diesem ersten Entwurf sollte der Turm ein rotierendes Restaurant in 65 Meter Höhe besitzen.
Zeitgleich suchte die Deutsche Bundespost nach einem Standort für einen 150 Meter hohen Sendemast am Rheinlanddamm. Die technische Lösung eines Gittermastes hätte das Stadtbild gestört. Daher kamen die Stadt Dortmund und die Deutsche Bundespost überein, einen kombinierten Aussichts- und Fernmeldeturm auf dem Gelände der Bundesgartenschau errichten zu lassen.
Die Planung des Projektes verblieb beim Architekturbüro Will Schwarz.
Am 22. Mai 1958 begann der Bau. Der Turmschaft wurde aus Beton in der Technik des Gleitschalsystems errichtet, bei dem ohne Gerüst gearbeitet werden konnte. Gebaut wurde im 24-Stunden-Schichtbetrieb. Im Winter wurde der Bau zeitweilig unter dem Schutz eines erwärmten Zeltes fortgeführt. Die Bauzeit betrug weniger als ein Jahr.
Das Restaurant wurde in einer Höhe von 138 Meter gebaut, das entsprach mehr als der doppelten Höhe des Ursprungsentwurfs. Oberhalb des Restaurant wurde eine Aussichtsplattform ausgeführt, darunter, in 133 Metern Höhe, Wirtschafts- und Maschinenräume.

### Seit Eröffnung
Bei seiner Eröffnungsrede zur Bundesgartenschau verkündete der Dortmunder Oberbürgermeister Dietrich Keuning am 30. April 1959: „Der Turm ist fertiggestellt, der Aufzug läuft, das Restaurant dreht sich!“ Bei seiner Eröffnung rotierte das Restaurant dreimal pro Stunde.

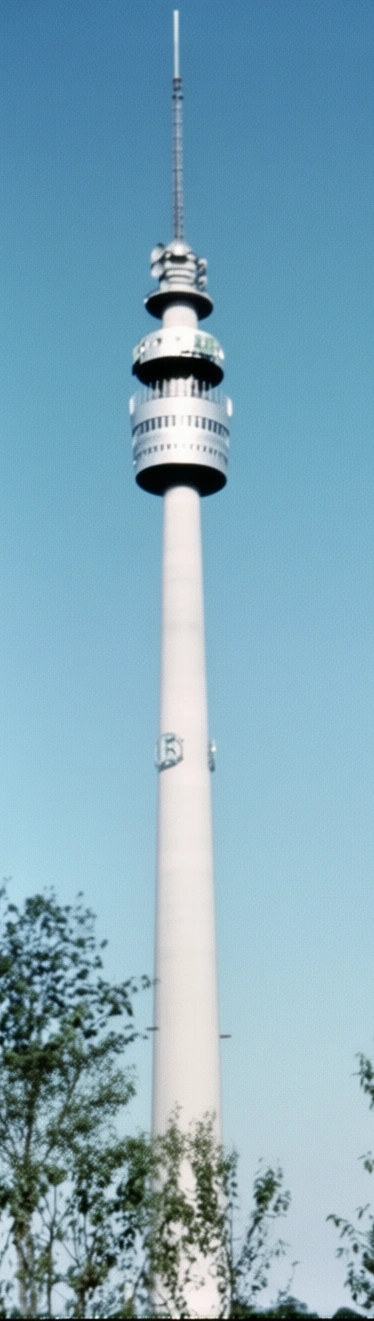
Kurz nach der Eröffnung im Sommer 1959

Über den Aussichtsplattformen sind die Fernmeldeeinrichtungen und Antennenanlagen der Deutschen Telekom untergebracht – von hier wurde seit 1959 terrestrisches Fernsehen ausgestrahlt. Zunächst war der obere Turmkorb mit einem Stockwerk ausgeführt; später kam ein zweites dazu, das dem Florianturm sein jetziges Aussehen verlieh.
Am 7. September 2004 erfolgte mit Hilfe eines russischen Lastenhubschraubers ein Austausch der Antennenanlage zur Vorbereitung der DVB-T-Ausstrahlung. Seit dem 8. November 2004 werden Dortmund und Umgebung mit zunächst 20 und seit dem 4. April 2005 mit 24 digitalen Fernsehprogrammen auf sechs UHF-Kanälen mit einer Sendeleistung von jeweils 50 kW (ERP) versorgt.
Der Florianturm hat seitdem eine Höhe von 208,56 Metern und rangiert damit bei den höchsten Türmen Deutschlands auf Rang 14. Betreiber und Eigentümer der Anlage ist die Deutsche Funkturm GmbH (DFMG), eine Tochtergesellschaft der Deutschen Telekom mit Sitz in Münster.
1998 bis 1999 fanden umfangreiche Umbaumaßnahmen statt. Der Turm erhielt eine komplett neue Fassade und Inneneinrichtung sowie Brandschutzeinrichtungen. Mechanik und Antrieb des Drehrestaurants, zuvor einige Zeit stillgelegt, wurde saniert. Die Arbeiten wurden durch eine öffentliche Spendenaktion unter dem Titel Aktion Dreh dich! unterstützt.

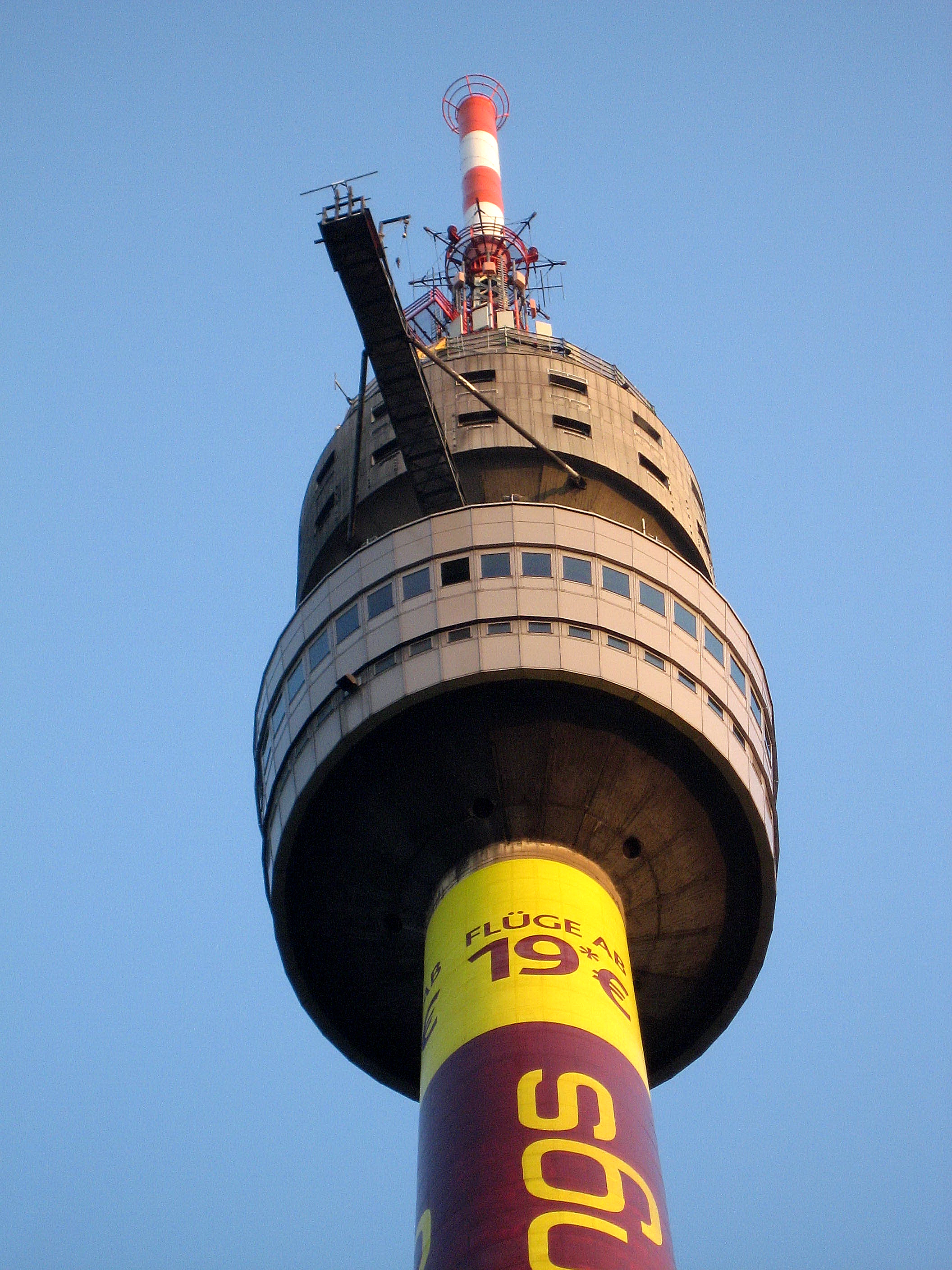
Plattform für das Bungee-Jumping am Turmkorb

Ab dem Jahr 2000 war die obere Aussichtsplattform mit einer Anlage zum Bungeespringen ausgestattet. Diese wurde 2003 nach einem durch ein gerissenes Seil verursachten Todesfall stillgelegt und im Juli 2008 abgebaut.
Anfang Oktober 2006 lösten sich in 164 Meter Höhe Betonstücke von der Außenfassade und stürzten in die Tiefe. Als Folge wurde der Turm großflächig abgesperrt und anschließend auf der Höhe von 164 bis 168 Metern eingerüstet. Nach der Sanierung wurde der Florianturm wieder geöffnet.
Vom 2. August 2010 bis 31. Dezember 2015 wurde auf der UKW-Frequenz 106,0 MHz das erste Programm des britischen Soldatensenders BFBS übertragen.
Von April 2011 an war der Turm aufgrund notwendiger Sanierungsarbeiten geschlossen. Für 1,5 Mio. Euro wurde ab Juni 2011 die Betonfassade saniert und der Turm Ende März 2012 wieder eröffnet. Im folgenden Winterhalbjahr erhielt der Turm neue Aufzüge. Das Turmcafé und die Aussichtsplattformen wurden im April 2013 wieder geöffnet. Das Café und das Restaurant stellten zum 31. März 2015 den Betrieb ein. Das Drehrestaurant kann für Veranstaltungen gemietet werden.
Die Übertragungskapazität ist der Landesanstalt für Medien NRW zugeordnet worden und wurde als zentraler Bestandteil einer landesweiten UKW-Frequenzkette dem privaten Hörfunkprogramm für junge Erwachsene NRW1 zugewiesen. Ab 1. August 2022 war das Programm von NRW1 auf der UKW-Frequenz 106,0 MHz aufgeschaltet, das am 8. August 2025 durch bigFM NRW ersetzt wurde.
Der Turm ist ein Themenpunkt der Route der Industriekultur.

## Beschreibung

### Bauwerk

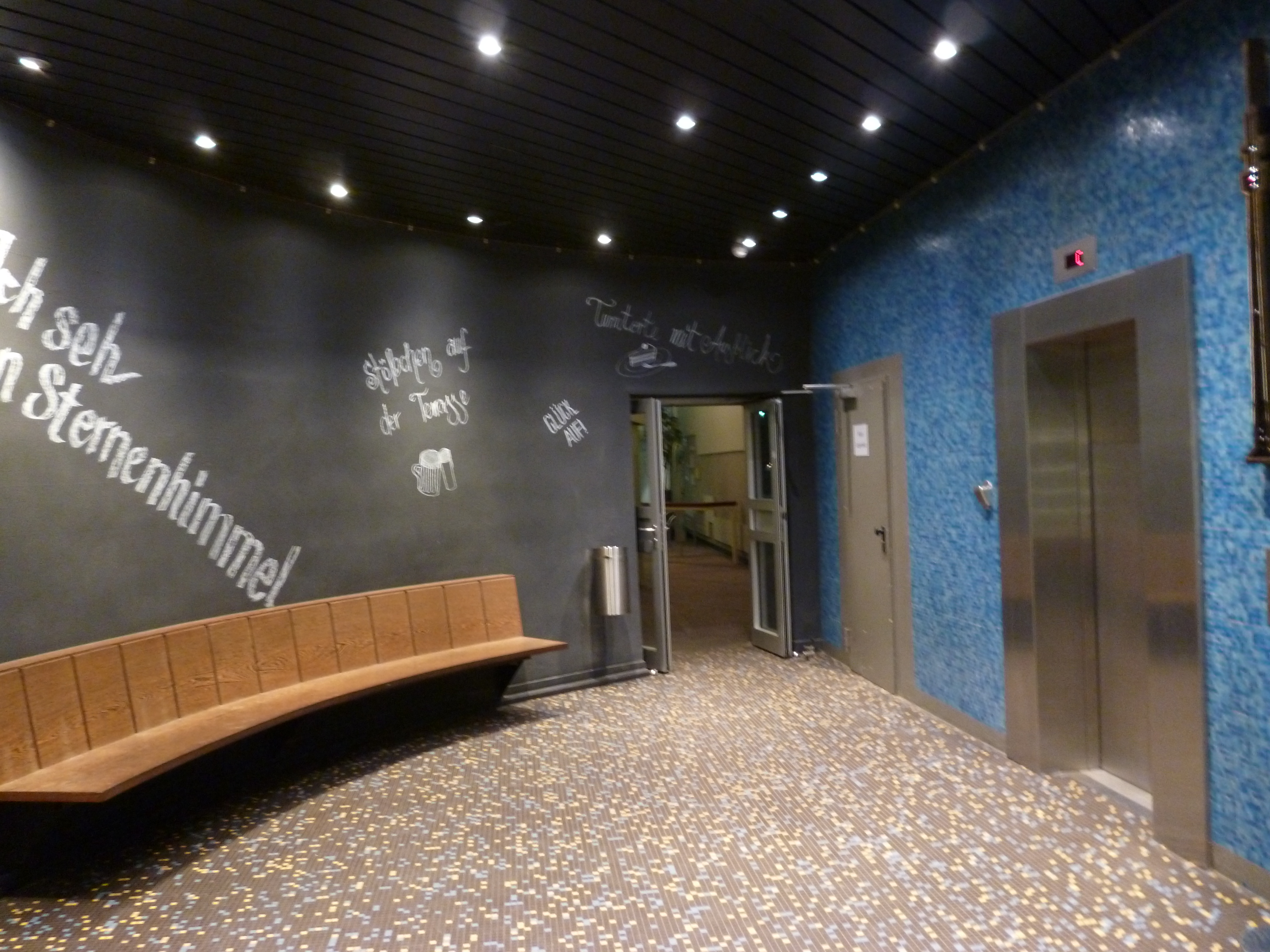
Erdgeschoss mit Aufzügen

Der Turm wurde mit der aus dem Industriebau bekannten Konstruktion der Betonkamine errichtet. Auf einer Stahlbetonröhre, deren Durchmesser sich nach oben bis zur Höhe von 129,75 Metern bei abnehmender Wandstärke konisch verjüngt, liegt in 130,60 Meter Höhe ein zweigeschossiger Gebäudeteil. Im Untergeschoss befinden sich Wirtschaftsräume, im Obergeschoss in 137,54 Meter Höhe ein Drehrestaurant. In 141,88 Meter und 144,7 Meter Höhe laden zwei Aussichtsplattformen den Besucher zum weiten Blick in die Ferne ein. Zu Fuß ist diese Plattform nach 762 Stufen erreichbar, das Restaurant nach 738 Stufen.
Der Turm ist als Baudenkmal in die Denkmalliste der Stadt Dortmund eingetragen.

### Brandschutz

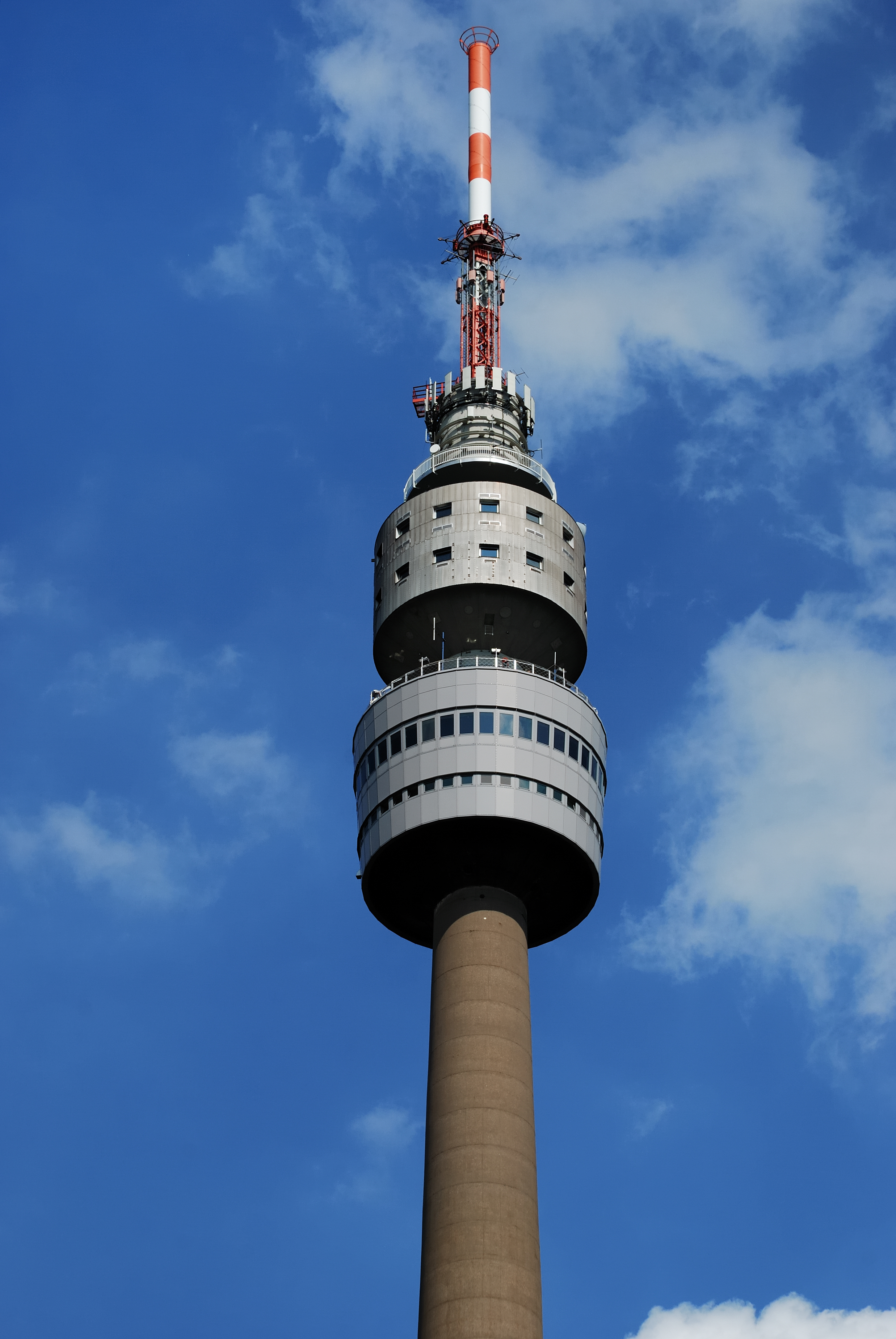
Fernsehturm Dortmund

Aufgrund aktueller Feuerschutzbestimmungen wurde das Treppenhaus mittels einer feuerfesten, rund 130 Meter hohen Wand vom Aufzugschacht getrennt, damit im Brandfall zwei voneinander unabhängige Fluchtwege existieren. Durch diese Ende der 1990er Jahre ausgeführte bauliche Maßnahme ist es möglich, den Aussichtsturm bei verschärften Brandschutzbestimmungen für den Publikumsverkehr geöffnet zu halten. Der in etwa gleichaltrige Stuttgarter Fernsehturm musste aufgrund von Brandschutzmängeln im März 2013 zeitweilig für die Öffentlichkeit geschlossen werden; die notwendige Nachrüstung wurde im Januar 2016 beendet. Menschen mit Mobilitätseinschränkungen, beispielsweise Rollstuhlfahrer, dürfen nicht auf den Turm. Das Mitführen von Kinderwagen ist ebenfalls nicht gestattet.

## Frequenzen und Programme

### Analoges Radio (UKW)
Vom Florianturm werden folgende Hörfunkprogramme über UKW ausgestrahlt:
| Programm   | Frequenz (MHz) | ERP (kW) |
| ---------- | -------------- | -------- |
| Radio 91.2 | 91,2           | 0,2      |
| bigFM NRW  | 106,0          | 3,2      |

### Digitales Radio (DAB/DAB+)
DAB wird in vertikaler Polarisation und im Gleichwellenbetrieb mit anderen Sendern ausgestrahlt.
Seit Oktober 2012 wird neben dem bundesweiten Multiplex auf DAB-Kanal 5C auch der landesweite Multiplex auf DAB-Kanal 11D vom Florianturm ausgestrahlt. Seit dem 29. Oktober 2021 wird dieser zusätzlich auf Kanal 9D verbreitet.
| Block                        | Programme (Datendienste) | ERP (kW) | Antennen- diagramm rund (ND), gerichtet (D) | Polarisation horizontal (H)/ vertikal (V) | Gleichwellennetz (SFN) |
| ---------------------------- | --- | -------- | ------------------------------------------- | ----------------------------------------- | --- |
| 5C DR Deutschland (D__00188) | DAB+ Block der Media Broadcast: - Absolut relax (72 kbps) - Dlf (104 kbps) - Dlf Kultur (112 kbps) - Dlf Nova (104 kbps) - DRadio DokDeb (48 kbps) - Energy Digital (72 kbps) - ERF Plus (64 kbps) - Klassik Radio (72 kbps) - Radio Bob (72 kbps) - Radio Horeb (48 kbps) - Radio Schlagerparadies (64 kbps) - Schwarzwaldradio (64 kbps) - sunshine live (72 kbps) - DRadio Daten (32 kbps Daten) - EPG Deutschland (16 kbps Daten) - TPEG (16 kbps Daten) - TPEG_MM (16 kbps Daten) | 10       | D                                           | V                                         | - Baden-Württemberg: Aalen, Baden-Baden (Fremersberg), Bad Mergentheim, Blauen, Brandenkopf, Donaueschingen, Feldberg im Schwarzwald, Freiburg (Vogtsburg-Totenkopf), Geislingen (Oberböhringen), Großerlach (Hohe Brach), Heidelberg (Königstuhl), Heilbronn (Schweinsberg), Hochrhein (Rickenbach), Hornisgrinde, Pforzheim (Schömberg-Langenbrand), Raichberg, Ravensburg (Höchsten), Reutlingen, Stuttgart (Frauenkopf), Ulm (Kuhberg) - Bayern: Amberg (Hirschau), Aschaffenburg (Pfaffenberg), Augsburg (Hotelturm), Bad Tölz (Gaißach), Balderschwang, Bamberg (Geisberg), Büttelberg, Brotjacklriegel, Dillberg, Grünten, Herzogstand, Hochberg (Traunstein), Hoher Bogen, Inntal (Ebbs), Ingolstadt (Gelbelsee), Kreuzberg/Rhön, Landshut (Altdorf), München (Olympiaturm), Nennslingen (Büchelberg), Nürnberg, Oberammergau, Ochsenkopf, Passau, Pfänder, Pfaffenhofen, Pfarrkirchen, Pfronten, Regensburg (Hohe Linie), Unterringingen, Untersberg, Wendelstein (Bayrischzell), Würzburg (Frankenwarte) - Berlin: Berlin (Alexanderplatz), Berlin (Scholzplatz) - Brandenburg: Bad Belzig, Booßen, Brandenburg/Havel, Calau, Casekow, Cottbus, Eberswalde (geplant), Eisenhüttenstadt, Neuruppin (geplant), Petkus, Pritzwalk, Templin - Bremen: Bremen (Walle), Bremerhaven-Schiffdorf - Hamburg: Hamburg (Moorfleet), Hamburg (Heinrich-Hertz-Turm) - Hessen: Bad Hersfeld (Rimberg), Biedenkopf (Sackpfeife), Fulda (Hummelskopf), Frankfurt (Europaturm), Gelnhausen (Schnepfenkopf), Gießen (Dünsberg), Großer Feldberg, Hardberg, Hohe Wurzel, Hoher Meißner, Kassel (Habichtswald), Mainz-Kastel - Mecklenburg-Vorpommern: Garz (Rügen), Güstrow, Malchin, Neubrandenburg-Süd, Neustrelitz (geplant), Rostock (Toitenwinkel), Röbel, Schwerin (Zippendorf-Gr.Dreesch), Torgelow, Wismar/Rüggow, Züssow - Niedersachsen: Aurich-Popens, Braunschweig (Broitzem), Braunschweig (Drachenberg), Cuxhaven-Stadt, Dannenberg, Göttingen (Bovenden-Osterberg), Hannover (Telemax), Lingen, Lüneburg-Neu Wendhausen, Molbergen-Peheim, Osnabrück (Bramsche-Schleptruper Egge), Hildesheim (Sibbesse), Steinkimmen, Uelzen, Visselhövede, Wilhelmshaven - Nordrhein-Westfalen: Aachen (Karlshöhe), Bergneustadt-Wiedenest (R), Bielefeld (Hünenburg), Bonn (Venusberg), Dortmund (Florianturm), Düsseldorf (Rheinturm), Eggegebirge, Herscheid, Hochsauerland (Hunau), Hürtgenwald-Großhau, Köln (Colonius), Langenberg, Lügde-Rischenau (Köterberg), Meschede (geplant), Minden (Jakobsberg), Münster (Fernmeldeturm), Schöppingen, Siegen-Süd, Wesel - Rheinland-Pfalz: Bad Kreuznach (Schanzenkopf), Bad Marienberg (Westerwald), Bornberg, Daun (Eifel), Edenkoben (Kalmit), Heckenbach-Schöneberg (Ahrweiler), Haardtkopf (geplant), Idar-Oberstein, Kaiserslautern, Kettrichhof, Koblenz (Kühkopf), Schnee-Eifel (geplant), Trier (Petrisberg) - Saarland: Merzig-Merchingen, Saarbrücken (Schoksberg) - Sachsen: Chemnitz, Dresden, Geyer, Leipzig, Löbau, Neustadt, Freiberg (Niederschöna), Oschatz, Schöneck, Zwickau Ost - Sachsen-Anhalt: Brocken, Burg, Dequede, Petersberg, Pettstädt (Weißenfels), Schneidlingen, Wittenberg - Schleswig-Holstein: Bungsberg, Bredstedt, Flensburg, Garding, Heide, Helgoland, Hennstedt, Itzehoe, Kiel (Kronshagen), Lübeck (Stockelsdorf), Schleswig, Niebüll (Süderlügum), Westerland (Sylt) - Thüringen: Bleßberg (Sonneberg), Erfurt-Hochheim, Gera, Inselsberg, Jena (Oßmaritz), Kulpenberg, Lobenstein (Sieglitzberg), Saalfeld (Remda), Weimar (Ettersberg) |
| 9B Antenne DE (D__00359)     | DAB-Block von Antenne Deutschland: - 80s80s (72 kbps) - 90s90s (72 kbps) - Absolut Bella (72 kbps) - Absolut Germany (72 kbps) - Absolut Hot (72 kbps) - Absolut Oldie (72 kbps) - Absolut Top 2000er (72 kbps) - AIDAradio (72 kbps) - Ballermann Radio (72 kbps) - Beats Radio (72 kbps) - Brillux Radio (72 kbps) - Nostalgie (72 kbps) - Oldie Antenne (72 kbps) - RTL Radio (72 kbps) - Rock Antenne (72 kbps) - Toggo Radio (72 kbps)                                            | 10       | D                                           | V                                         | - Baden-Württemberg: Aalen, Baden-Baden (Fremersberg), Heidelberg (Königstuhl), Heilbronn (Schweinsberg), Pforzheim (Schömberg-Langenbrand), Stuttgart (Frauenkopf) - Hessen: Fulda (Hummelskopf), Frankfurt (Europaturm), Gelnhausen (Schnepfenkopf), Gießen (Dünsberg), Großer Feldberg, Hardberg, Kassel (Habichtswald), Mainz-Kastel - Nordrhein-Westfalen: Aachen (Karlshöhe), Bonn (Venusberg), Dortmund (Florianturm), Düsseldorf (Rheinturm), Herscheid, Köln (Colonius), Langenberg, Münster (Fernmeldeturm), Siegen-Süd, Wesel - Rheinland-Pfalz: Bornberg, Koblenz (Kühkopf), Trier (Petrisberg) - Saarland: Saarbrücken (Schoksberg) |
| 9D Mein NRW DAB+ (D__00517)  | DAB-Block von audio.digital NRW: - 80er Radio Harmony (72 kbps) - Antenne NRW (72 kbps) - bigFM (NRW) (72 kbps) - Energy NRW (72 kbps) - Kulthitradio (72 kbps) - Noxx (72 kbps) - bigFM NRW (72 kbps) - Oldie Antenne (72 kbps) - Radio 21 NRW (72 kbps) - Radio Bollerwagen (72 kbps) - Radio Paloma (NRW) (72 kbps) - Radio Paradiso (72 kbps) - Radio Teddy NRW (72 kbps) - Rock Antenne (72 kbps) - Schlager Radio (NRW) (72 kbps) - Star FM (72 kbps)                            | 10       | D                                           | V                                         | - Region Aachen: Aachen (Karlshöhe) - Bergisches Land: Wuppertal (Küllenhahn) - Rheinland: Bonn (Venusberg), Köln (Colonius) - Rhein-Ruhr: Düsseldorf (Rheinturm), Essen, Wesel - Ruhrgebiet: Dortmund (Florianturm) - Münsterland: Münster (Fernmeldeturm), Schöppingen - Ostwestfalen-Lippe: Bielefeld (Hünenburg), Eggegebirge, Lügde-Rischenau (Köterberg), Minden (Jakobsberg) - Südwestfalen: Herscheid, Hochsauerland (Hunau), Siegen-Süd |
| 11D Radio für NRW (D__00236) | - 1 Live (88 kbps) - 1 Live diggi (88 kbps) - WDR 2 Rhein-Ruhr (RR) (88 kbps) - WDR 2 Ostwestfalen-Lippe (OW) (88 kbps) - WDR 2 Südwestfalen (SW) (88 kbps) - WDR 3 (120 kbps) - WDR 4 Rhein-Ruhr (RR) (88 kbps) - WDR 4 Ostwestfalen-Lippe (OW) (88 kbps) - WDR 4 Südwestfalen (SW) (88 kbps) - WDR 5 (88 kbps) - WDRcosmo (80 kbps) - WDR Maus (80 kbps) - WDR Event (56 kbps) - WDR EPG (8 kbps) - ARD TPEG (16 kbps)                                                               | 10       | D                                           | V                                         | - Region Aachen: Aachen (Stolberg-Donnerberg), Eifel (Dahlem-Bärbelkreuz) - Bergisches Land: Engelskirchen (Hohe Warte), Gummersbach (Kerberg), Remscheid (Hohenhagen), Wuppertal (Auf der Königshöhe) - Rheinland: Bonn (Venusberg), Köln (Kölnturm) - Rhein-Ruhr: Düsseldorf (Rheinturm), Gelsenkirchen-Scholven, Kleve (Bresserberg), Langenberg (Hordtberg), Viersen (Süchtelner Höhen) - Ruhrgebiet: Dortmund (Florianturm) - Münsterland: Ibbenbüren (Blomenkamp), Münster (Nottuln-Baumberge), Oelde (Mackenberg), Schöppingen - Ostwestfalen-Lippe: Bad Oeynhausen (P.Westf.-Wittekindsberg), Bielefeld (Hünenburg), Herford (Eggeberg), Höxter (Holzminden), Stemwede (Arrenkamp), Teutoburger Wald (Bielstein), Warburg, Willebadessen (Eggegebirge) - Südwestfalen: Biedenkopf (Sackpfeife), Ederkopf (Oberste Henn), Hallenberg (Bollerberg), Hochsauerland (Hunau), Lennestadt (Kuhhelle), Meschede, Nordhelle, Olsberg, Siegen (Giersberg) |

### Digitales Fernsehen (DVB-T)
| Kanal | Frequenz (MHz) | Multiplex            | Programme im Multiplex                                                                     | ERP (kW) | Polarisation horizontal (H)/ vertikal (V) | Modulations- verfahren | FEC | Guard- intervall | Bitrate (MBit/s) |
| ----- | -------------- | -------------------- | ------------------------------------------------------------------------------------------ | -------- | ----------------------------------------- | ---------------------- | --- | ---------------- | ---------------- |
| 29    | 538            | RTL Group 1)         | - RTL Television (Nordrhein-Westfalen) - RTL II - Super RTL - VOX                          | 50       | V                                         | 16-QAM                 | 2/3 | 1/4              | 13,27            |
| 35    | 586            | ZDFmobil             | - ZDF - 3sat - KiKA - ZDFneo - ZDFinfo                                                     | 50       | V                                         | 16-QAM                 | 2/3 | 1/4              | 13,27            |
| 25    | 506            | ARD regional (WDR)   | - WDR Fernsehen (Dortmund) - MDR Fernsehen - NDR Fernsehen - SWR Fernsehen Rheinland-Pfalz | 50       | V                                         | 16-QAM                 | 2/3 | 1/8              | 13,27            |
| 48    | 690            | ARD Digital (WDR)    | - Das Erste - Arte - phoenix - One                                                         | 50       | V                                         | 16-QAM                 | 2/3 | 1/4              | 13,27            |
| 52    | 722            | LfM                  | - RTL Nitro - Eurosport - Tele 5 - sixx - multithek (HbbTV-Dienst mit mehreren Streams)    | 50       | V                                         | 16-QAM                 | 2/3 | 1/4              | 13,27            |
| 55    | 746            | ProSiebenSat.1 Media | - Sat.1 (NRW) - ProSieben - Kabel eins - N24 - ProSieben Maxx                              | 50       | V                                         | 16-QAM                 | 2/3 | 1/4              | 13,27            |

1) eventuelle Abschaltung zum 31. Dezember 2016

### Digitales Fernsehen (DVB-T2 HD)
Am 31. Mai 2016 wurde parallel zur DVB-T-Verbreitung mit der Ausstrahlung des Hochauflösenden DVB-T2 HD in Nordrhein-Westfalen begonnen. Seit diesem Zeitpunkt konnten Das Erste HD, Pro Sieben HD, Sat 1 HD, RTL HD, Vox HD und das ZDF HD über Antenne auf Kanal 43 mit 50 kW vom Florian empfangen werden.
Die Umstellung auf den im Standard DVB-T2 HD mit HEVC Bildcodierung war am 29. März 2017. Die DVB-T2-Ausstrahlungen erfolgen im Gleichwellenbetrieb (Single Frequency Network) mit anderen Standorten. Die öffentlich-rechtlichen Sender sind frei empfangbar (FTA), die Privatsender werden über die Plattform freenet TV größtenteils verschlüsselt ausgestrahlt.
| Kanal | Frequenz (MHz) | Multiplex        | Programme im Multiplex | ERP (kW) | Antennendiagramm rund (ND)/gerichtet (D) | Polarisation horizontal (H)/ vertikal (V) | Modulations- verfahren | FEC | Guard- intervall | Bitrate (MBit/s) |
| ----- | -------------- | ---------------- | --- | -------- | ---------------------------------------- | ----------------------------------------- | ---------------------- | --- | ---------------- | ---------------- |
| 25    | 506            | WDR (Mitte)      | - Das Erste HD - arte HD - One HD - WDR HD Dortmund - WDR HD Essen | 50,12    |                                          |                                           | 64-QAM                 | 1/2 | 19/128           |                  |
| 29    | 538            | ZDF              | - ZDF HD - ZDFinfo HD - ZDFneo HD - 3sat HD - KiKa HD | 50,12    |                                          |                                           | 64-QAM                 | 3/5 | 19/128           |                  |
| 35    | 586            | ARD              | - MDR Fernsehen HD (Sachsen-Anhalt) - NDR Fernsehen HD (Niedersachsen) - phoenix HD - SWR Fernsehen HD (Rheinland-Pfalz) - tagesschau24 HD                                        | 50,12    |                                          |                                           | 64-QAM                 | 1/2 | 19/128           |                  |
| 40    | 626            | Freenet TV Mux 1 | - n-tv HD - RTL HD (NRW mit RTL West) - RTL II HD - RTL Nitro HD - Super RTL HD - Tele 5 HD - VOX HD                                                                              | 50,12    |                                          |                                           | 64-QAM                 | 2/3 | 1/16             |                  |
| 43    | 650            | Freenet TV Mux 2 | - kabel eins HD - ProSieben HD - ProSieben Maxx HD - Sat.1 Gold HD - Sat.1 HD (NRW mit 17:30 Sat.1) - sixx HD - sport1 HD                                                         | 50,12    |                                          |                                           | 64-QAM                 | 2/3 | 1/16             |                  |
| 48    | 690            | Freenet TV Mux 3 | - Disney Channel HD - DMAX HD - Eurosport1 HD - nick HD / CC +1 HD - VOXup HD - WELT HD - 123.live (FTA) - bibel.TV (FTA) - HSE24 (FTA) - QVC (FTA) - QVC 2 (FTA) - Shop LC (FTA) | 50,12    |                                          |                                           | 64-QAM                 | 2/3 | 1/16             |                  |

### Analoges Fernsehen
Bis zur Umstellung auf DVB-T wurden vom Florianturm folgende Programme in analogem PAL gesendet:
| Kanal | Frequenz (MHz) | Programm                 | ERP (kW) | Sendediagramm rund (ND)/ gerichtet (D) | Polarisation horizontal (H)/ vertikal (V) |
| ----- | -------------- | ------------------------ | -------- | -------------------------------------- | ----------------------------------------- |
| 25    | 503,25         | ZDF                      | 500      | ND                                     | H                                         |
| 53    | 727,25         | WDR Fernsehen (Dortmund) | 500      | ND                                     | H                                         |

## Technische Daten
- Architekt: Werner Niemeyer für Will Schwarz, Dortmund
- Bauzeit: Mai 1958 – April 1959
- Fundamenttiefe: 8,10 m, die Unterkante des Fundamentes liegt damit 110,30 m über NN
- Durchmesser der Fundamentplatte: 25,00 m
- Stärke der Fundamentplatte: 2,50 m
- Gesamtgewicht: ca. 7700 t
- Zementverbrauch: ca. 1385 t
- Betonverbrauch: ca. 3400 m³
- Stahlverbrauch: ca. 660 t
- Standsicherheit: 3,5-fach